# Гуарибас (биологический резерват)
Гуарибас (порт. Reserva Biologica Guaribas) — биологический резерват в Бразилии, в штате Параиба.

## Описание
Биологический резерват Гуарибас располагается в штате Параиба, в муниципалитетах Риу-Тинту и Мамангуапи. Он занимает площадь 40,52 км² (4051,62 га). Создан 25 января 1990 года, отнесён к категории МСОП Ia (строгий природный резерват). Управляющий орган — Институт по сохранению биоразнообразия имени Чико Мендеса. Цель создания резервата — защита редких, эндемичных и исчезающих видов флоры и фауны, сохранение и восстановление атлантического леса, и поддержка научных исследований.
Вдоль границ резервата проходят автомобильные трассы PB-071 и BR-101.
Гуарибас располагается на плато Борборема. Рельеф плоский, с небольшими склонами в восточной и юго-восточной части. Высота над уровнем моря — от 120 до 204 метров.
В резервате находятся бассейны рек Мамангуапе и Камаратуба.
Температура воздуха колеблется от 18 до 36°С, среднегодовая составляет около 28°С. Годовая сумма осадков — 1750 мм.

## Биоразнообразие
Преобладающий тип растительности — атлантический лес, местами прерываемый открытыми участками типа серрадо, которые некогда простирались вплоть до побережья Атлантического океана. Отдельные части резервата пострадали от лесозаготовок (особенно затронувших цезальпинию ежовую (Caesalpinia echinata)) и сейчас находятся в процессе регенерации.
Среди животных распространены онцилла (Leopardus tigrinus), белошеий ястреб (Buteogallus lacernulatus), чернощёкий гусеницеед (Conopophaga melanops), рыжегорлый гусеницеед (Conopophaga lineata), желтогорлая плюмажная котинга (Iodopleura pipra), синешапочный момот (Momotus momota), славковая муравьянка Myrmeciza ruficauda, пестрокрылый лесной перепел (Odontophorus capueira), рыжебокая пенелопа (Penelope superciliaris), малый дятелок (Picumnus exilis), белогорлый ширококлювый мухоед (Platyrinchus mystaceus) и малый ксенопс (Xenops minutus).